# Радоєвськото
Радо́євськото (болг. Радоевското) — село в Ловецькій області Болгарії. Входить до складу общини Троян.

## Населення
За даними перепису населення 2011 року у селі проживали 3 особи.
Розподіл населення за віком у 2011 році:
Динаміка населення: